# 169.
◄ | 1. stoljeće | 2. stoljeće | 3. stoljeće | ►
◄ | 130-ih | 140-ih | 150-ih | 160-ih | 170-ih | 180-ih | 190-ih | ►
◄◄ | ◄ | 166. | 167. | 168. | 169. | 170. | 171. | 172. | ► | ►►
Astronomija • Književnost • Kršćanstvo

## Smrti
- Ver, rimski car (* 130.)

## Vanjske poveznice
|  | Zajednički poslužitelj ima još gradiva o temi 169. |